# Aleksiej Cariegorodski
Aleksiej Andrianowicz Cariegorodski (ros. Алексей Андрианович Царегородский, ur. 3 marca 1918 we wsi Iljinka obecnie w rejonie kałaczejewskim w obwodzie woroneskim, zm. 7 lipca 1995 w rejonie kałaczejewskim w obwodzie woroneskim) – był radzieckim lotnikiem wojskowym w stopniu kapitana i Bohaterem Związku Radzieckiego (1946).

## Życiorys
Urodził się w rodzinie chłopskiej. Skończył szkołę pedagogiczną, od 1936 do 1939 pracował jako nauczyciel geografii w szkole podstawowej w rejonie kałaczajewskim, w 1939 został członkiem WKP(b). Od 1939 służył w Armii Czerwonej, w 1940 ukończył wojskową lotniczą szkołę szturmanów (nawigatorów) w Charkowie. Od czerwca 1941 uczestniczył w wojnie z Niemcami, walczył na Froncie Południowo-Zachodnim, Stalingradzkim, Dońskim, Centralnym i 1 Białoruskim. Jako szturman eskadry 96 gwardyjskiego pułku lotnictwa bombowego 301 Dywizji Lotnictwa Bombowego 3 Korpusu Lotnictwa Bombowego 16 Armii Powietrznej w stopniu kapitana do marca 1945 wykonał 176 lotów w celach zwiadowczych i w celu bombardowania umocnień, lotnisk i wojsk przeciwnika. Po wojnie od 1945 do 1947 służył w Grupie Wojsk Radzieckich w Niemczech, później od 1949 do 1963 był kierownikiem 7-letniej szkoły nr 18 w Iljince, a 1968-1970 pracował jako nauczyciel geografii w szkole w Zabrodienskoje. Następnie kierował komitetem obrony cywilnej kałaczejewskiego rejonowego komitetu wykonawczego. W rejonowej gazecie publikował swoje wspomnienia. Jego imieniem nazwano szkołę w Iljince, gdzie umieszczono poświęconą mu tablicę pamiątkową. W Kałaczu ustawiono jego popiersie.

## Odznaczenia
- Złota Gwiazda Bohatera Związku Radzieckiego (15 maja 1946)
- Order Lenina (15 maja 1946)
- Order Czerwonego Sztandaru (dwukrotnie, 30 sierpnia 1942 i 15 października 1943)
- Order Wojny Ojczyźnianej I klasy (dwukrotnie)
- Order Czerwonej Gwiazdy
- Medal „Za obronę Stalingradu”
- Medal „Za obronę Kijowa”
- Medal „Za wyzwolenie Warszawy”
- Medal „Za zdobycie Berlina”